# 61 (tal)
61 (sextioett) är det naturliga talet som följer 60 och som följs av 62.
- Hexadecimala talsystemet: 3D
- Binärt: 111101

## Talteori
- Delbarhet: 1, 61
- Antal delare: 2
- Summan av delarna: 62
- Primtal: Det 18:e primtalet efter 59 före 67
- Det är en primtalstvilling med 59
- 61 är ett udda tal.
- 61 är ett extraordinärt tal
- 61 är ett Keithtal
- 61 är ett aritmetiskt tal
- 61 är ett centrerat kvadrattal
- 61 är ett centrerat hexagontal
- 61 är ett centrerat dekagontal
- 61 är ett centrerat ikosagontal
- 61 är ett Pentanaccital.
- 61 är ett palindromtal i det senära talsystemet.

## Inom vetenskapen
- Prometium, atomnummer 61
- 61 Danaë, en asteroid
- M61, spiralgalax i Jungfrun, Messiers katalog